# Sociologia da administração
Sociologia da administração é a disciplina que consiste na aplicação dos conhecimentos sociológicos - conceitos, teorias e princípios - à análise das relações sociais encontradas nas empresas de modo geral. Para Daharendorf é o ramo da sociologia que estuda estuda aquele sector do comportamento social determinado pela produção industrial de bens.
Assim compete a sociologia da administração o estudo sistemático das relações sociais e da interação entre indivíduos e grupos relacionados, com a função econômica da produção e distribuição de bens e serviços necessários à sociedade.